# 三重県道10号津関線

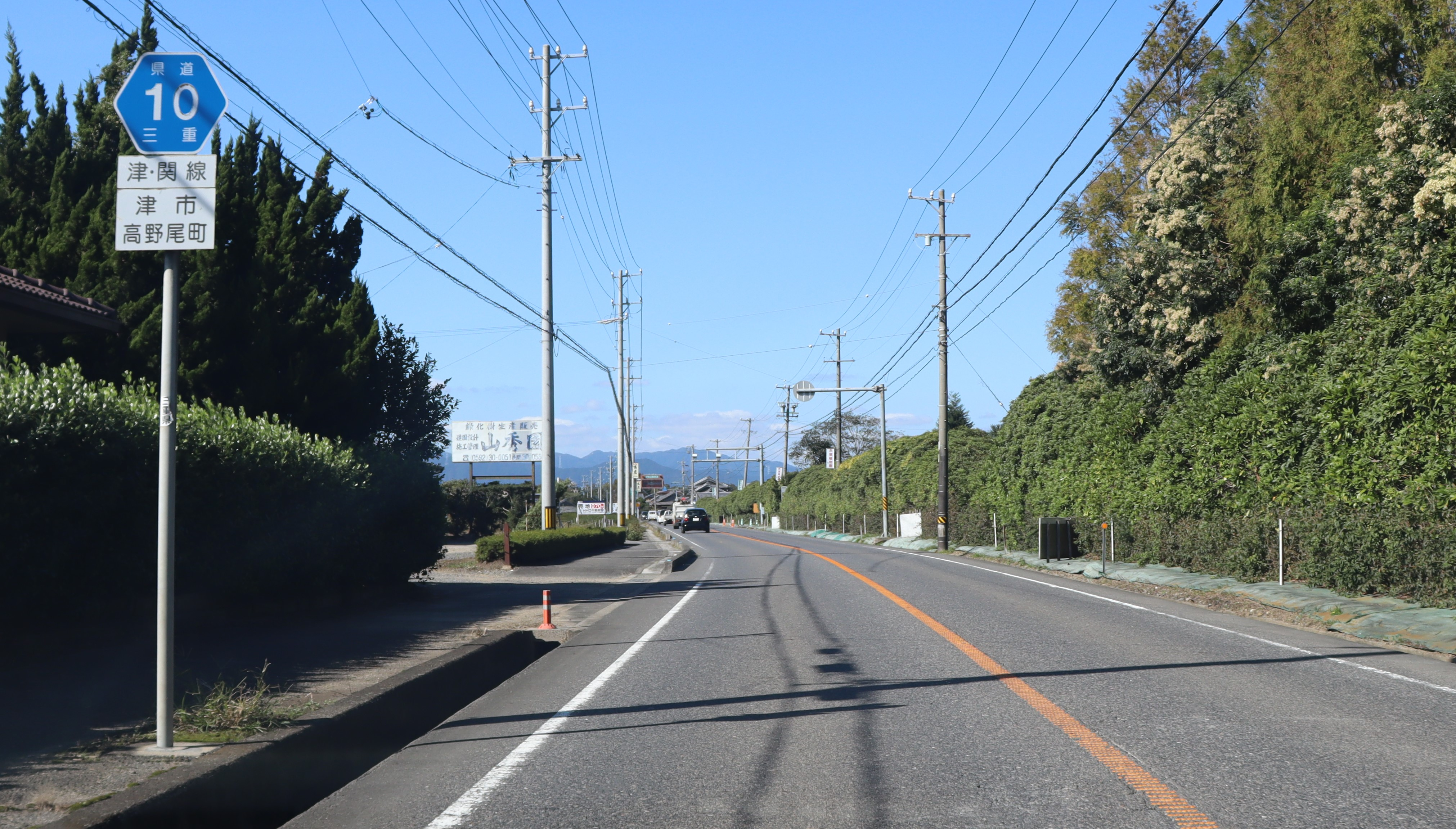
三重県道10号津関線、津市高野尾町にて

三重県道10号津関線（みえけんどう10ごう つせきせん）は、三重県津市から亀山市に至る主要地方道（三重県道）である。

## 概要
国道23号、伊勢自動車道と名阪国道（関IC）、国道1号と市街地を結ぶ地方主要道で交通量が多く産業道路になっている。
津駅から大里のあたりまでバイパスが建設され国道23号への合流口が大きく変わった。
津市芸濃町椋本から芸濃町林までは、中勢鉄道の跡を通る。

### 路線データ
2016年（平成28年）4月1日現在。
- 総延長：18.4751km[1]
- 実延長：18.3911 km[1]
- 重用延長：84.0m[1]
- 橋梁：9本（総延長：236.6m）[1]
- 起点：三重県津市栄町一丁目127番1地先[1]（県庁前交差点：国道23号交点）
- 終点：三重県亀山市関町木崎1698番地先[1]（東海道関宿東交差点[4]：国道1号交点）

## 歴史
- 1954年（昭和29年）12月25日 - 三重県道12号津関線として路線認定[2]。
- 1993年（平成5年）5月11日 - 建設省から、県道津関線が津関線として主要地方道に指定される[5]。

## 路線状況

### 別名
- 伊勢別街道（亀山市、津市）

### 重複区間
- 三重県道28号亀山白山線（津市芸濃町椋本 地内）

### 主な橋梁
- 勧進橋

### 利用状況
交通量
| 地点           | 平日12時間        | 平日24時間        |
| 地点           | 2005年度⇒2010年度 | 2005年度⇒2010年度 |
| 津市上浜町     | 14,350台⇒14,154台 | 18,655台⇒18,825台 |
| 津市芸濃町椋本 | 12,712台⇒11,551台 | 16,526台⇒15,363台 |
| 津市芸濃町楠原 | 10,248台⇒ 9,678台 | 13,425台⇒12,678台 |

## 地理

### 通過する自治体
- 津市
- 亀山市

### 交差する道路
- 国道23号（起点）

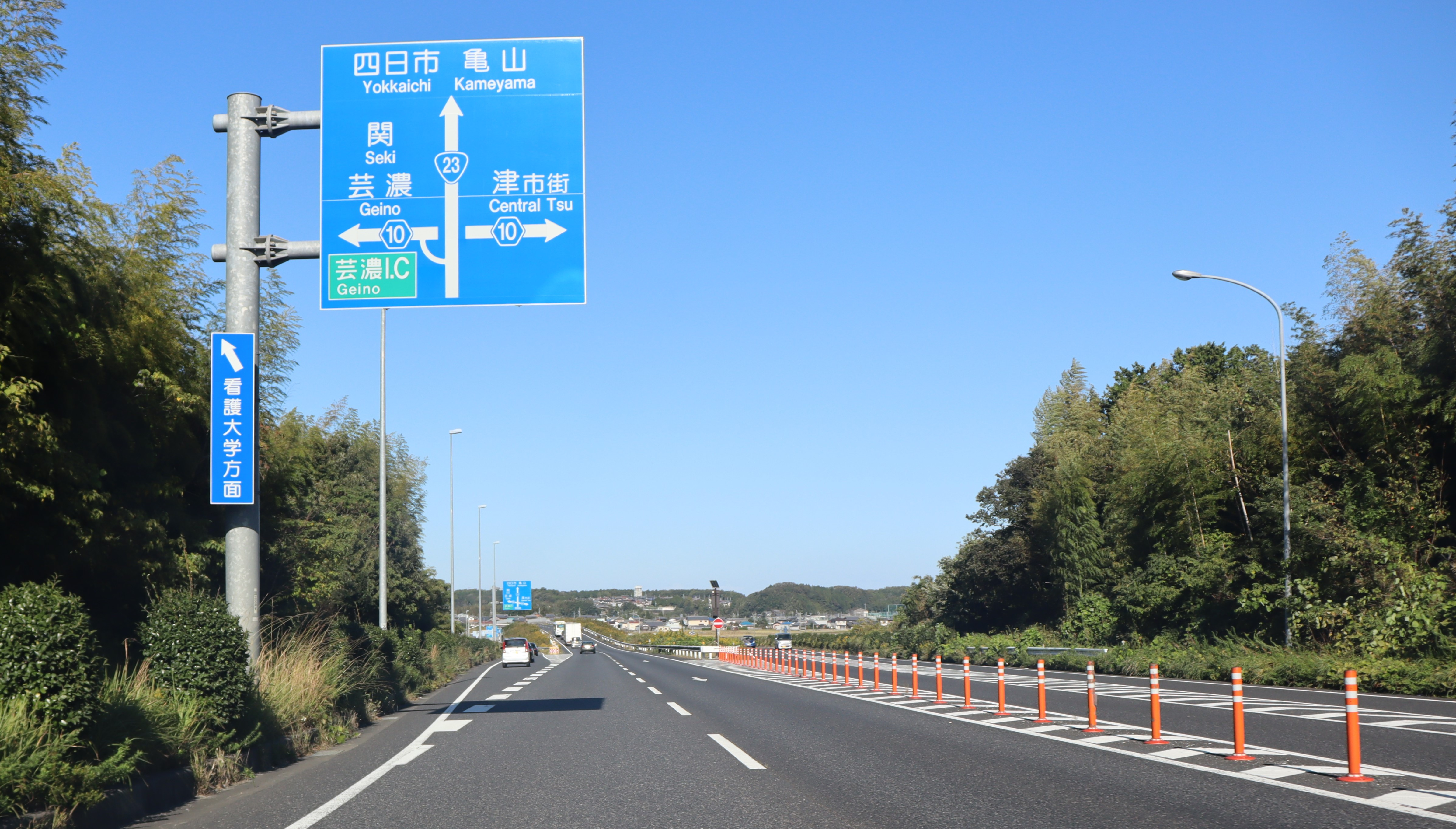
国道23号中勢バイパスとの交差点、津市大里窪田町にて

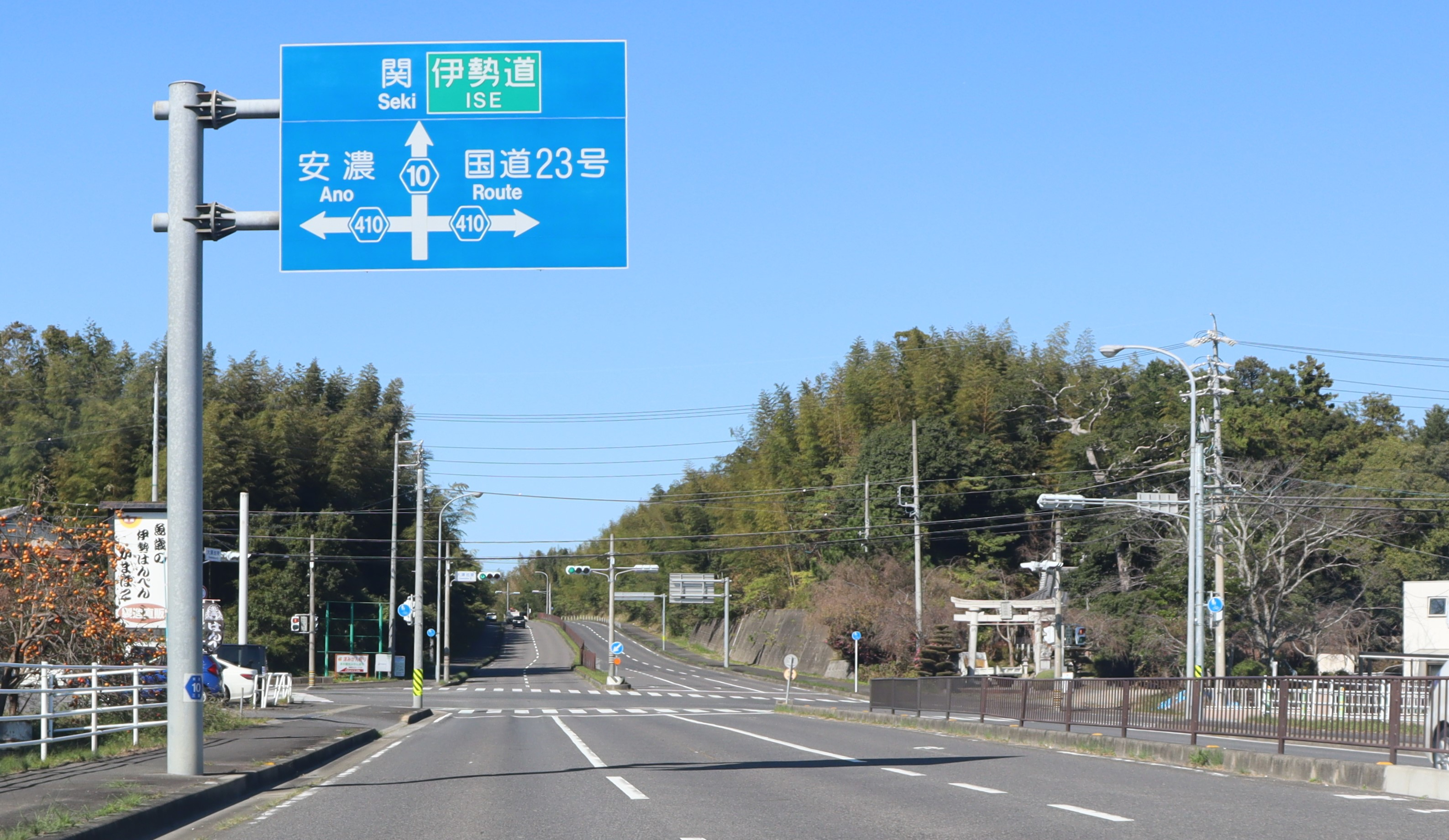
三重県道410号草生窪田津線との「大澤池東」交差点、津市大里窪田町にて

- 三重県道118号津久居線（津市広明町・県庁西交差点）
- 三重県道109号津停車場西線（津市大谷町・津駅西交差点）
- 三重県道55号久居河芸線（津市一身田大古曽）
- 国道23号 中勢バイパス（津市大里窪田町）
- 三重県道410号草生窪田津線（津市大里窪田町）
- 三重県道649号亀山安濃線（津市高野尾町）
- グリーンロード
- 伊勢自動車道 芸濃IC
- 三重県道28号亀山白山線（津市芸濃町椋本）
- 三重県道28号亀山白山線（津市芸濃町椋本）
- 三重県道648号鈴鹿芸濃線（津市芸濃町林）
- 名阪国道 関IC（市道経由）
- 三重県道144号鈴鹿関線（津市関町木崎）
- 国道1号（国道25号重複、終点）

### 沿線にある施設など

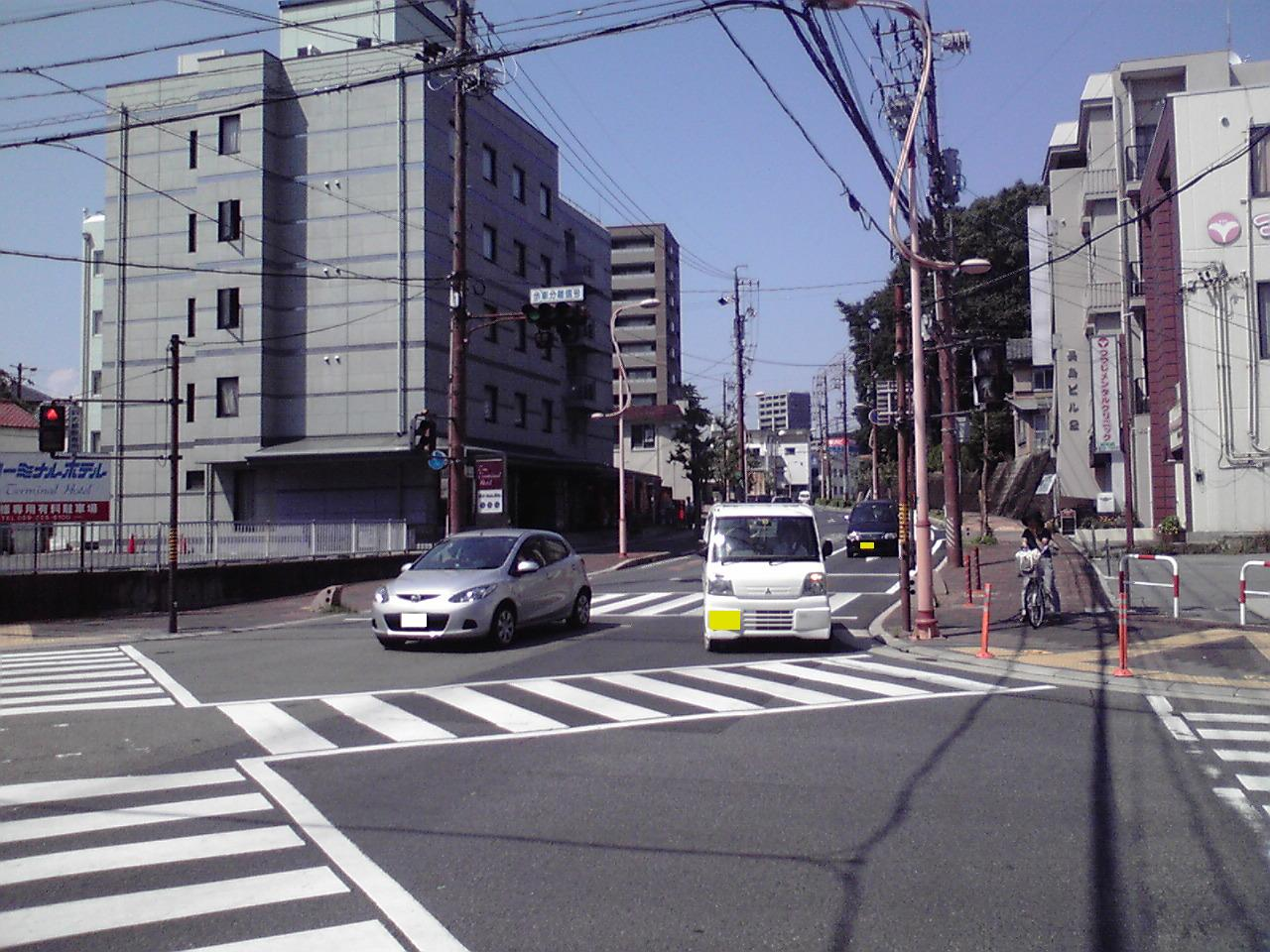
沿線風景（偕楽公園付近）

- 津駅
- 三重県庁
- 偕楽公園
- 関ドライブイン
- 三重県身障者総合福祉センター
- 大沢池